# Керман, Роберт
Роберт Керман (англ. Robert Kerman; род. 16 декабря 1947, Бруклин, Нью-Йорк, США — 27 декабря 2018) — бывший американский порноактёр, также снимавшийся в художественных фильмах.

## Биография и карьера
Родился и вырос в Бенсонхерсте, районе на юго-западе Бруклина, в еврейской семье среднего класса. Посещал Бруклинский колледж.
Начал сниматься в фильмах для взрослых с 1975 года (под псевдонимом Р. Болла), в скором времени став звездой «Золотого Века» порнографии. Впоследствии Керман сожалел о своей карьере в порноиндустрии, в особенности о роли в фильме «Дебби покоряет Даллас» (1978). По словам самого Кермана, это испортило «лучшие года его жизни как актёра».
В конце 70-х Роберт Керман стал появляться во второплановых ролях в кинофильмах «До свидания, дорогая» и «Аэропорт-79». В 1979 Керман сыграл главную роль (профессор Гарольд Монро) в итальянском хорроре режиссёра Руджеро Деодато «Ад каннибалов». Керман был в ужасе от того факта, что во время съёмок, для большей натуралистичности, убивали животных и называл Деодато беспощадным и безразличным человеком, актёр даже однажды избил режиссёра и разгромил съёмочную площадку. Затем Керман играл главную роль в хорроре «Ад каннибалов 2», снятую уже Умберто Ленци, а в следующем году появился в его фильме на схожую тематику под названием «Каннибалы», где сыграл второстепенную роль лейтенанта полиции Нью-Йорка Риццо.
В 1997 году попал в Зал славы AVN, а в 2008 — в Зал славы XRCO.
В 2002 исполнил небольшую роль капитана буксировочного судна в супергеройском боевике Сэма Рэйми «Человек-паук», в 2006 сыграл одну из последних ролей в своей актёрской карьере — в короткометражке «Вик», режиссёром которой выступил Сэйдж Сталлоне.

## Фильмография
| Год  |     | Русское название                | Оригинальное название        | Роль                                               |
| ---- | --- | ------------------------------- | ---------------------------- | -------------------------------------------------- |
| 1975 | ф   | Все кроме моего мужа            | Anyone But My Husband        | Сэм Пелэм                                          |
| 1976 | ф   | Сушка для волос                 | Blowdry                      | Фестер Уэдли                                       |
| 1977 | ф   | Проблема с молоденькой штучкой  | The Trouble with Young Stuff | Норман                                             |
| 1977 | ф   | Школьная вечеринка в пижамах    | Teenage Pajama Party         | пожарный                                           |
| 1977 | ф   | Совместное предприятие          | Joint Venture                | парень в переднем ряду                             |
| 1977 | ф   | До свидания, дорогая            | The Goodbye Girl             | участник театральной постановки                    |
| 1978 | ф   | Грязная Лилия                   | Dirty Lily                   | Роки                                               |
| 1978 | ф   | Дебби покоряет Даллас           | Debbie Does Dallas           | мистер Гринфилд                                    |
| 1978 | ф   | Фиона в огне                    | Fiona on Fire                | Барни Росс                                         |
| 1979 | ф   | Спасите «Конкорд»!              | Concorde Affaire '79         | старший авиадиспетчер в Лондоне                    |
| 1979 | ф   | Аэропорт-79                     | The Concorde: Airport '79    | диспетчер в аэропорту                              |
| 1980 | ф   | Ад каннибалов                   | Cannibal Holocaust           | профессор Гарольд Монро                            |
| 1980 | ф   | Ад каннибалов 2                 | Mangiati vivi!               | Марк Батлер                                        |
| 1980 | ф   |                                 | Blue Ecstasy in New York     | Эд                                                 |
| 1980 | ф   | Аромат Хизер                    | A Scent of Heather           | шофёр Том                                          |
| 1981 | ф   | Каннибалы                       | Cannibal Ferox               | лейтенант Риццо                                    |
| 1981 | ф   | Утонченные озорницы             | The Tiffany Minx             | Мэтт                                               |
| 1981 | ф   | Леди вне закона                 | Outlaw Ladies                | Виктор                                             |
| 1981 | ф   | Дебби покоряет Даллас. Часть II | Debbie Does Dallas Part II   | дальнобойщик                                       |
| 1981 | ф   | Аманда ночью                    | Amanda by Night              | лейтенант Эмброуз Харт                             |
| 1982 | ф   | Ясновидящий                     | The Clairvoyant              | медицинский эксперт                                |
| 1982 | ф   | Квартал «Мишн Хилл»             | Mission Hill                 | Боб                                                |
| 1983 | ф   | Александра                      | Alexandra                    | Фостер Холлоуэй                                    |
| 1984 | ф   | Великое сексожидание            | Great Sexpectations          | Луис Чарджер                                       |
| 1984 | ф   |                                 | Electric Blue 17             | фотограф Джерард                                   |
| 1984 | ф   |                                 | Electric Blue 18             | доктор Максимилиан Янков                           |
| 1984 | ф   |                                 | Blue Voodoo                  | Тони Стадд                                         |
| 1985 | ф   | Вспыльчивый человек             | Spitfire                     | Виктор Кидд                                        |
| 1985 | с   | Блюз Хилл-стрит                 | Hill Street Blues            | прокурор                                           |
| 1986 | с   | Охотник                         | Hunter                       | частный детектив                                   |
| 1986 | ф   |                                 | The Pleasures of Innocence   | Фредди, владелец бара                              |
| 1986 | ф   | Ночь пресмыкающихся             | Night of the Creeps          | патрульный с фонариком                             |
| 1987 | ф   | Нет выхода                      | No Way Out                   | офицер Команды Криминальных Расследований (C.I.D.) |
| 1987 | с   | Кегни и Лейси                   | Cagney & Lacey               | Ричи                                               |
| 1998 | ф   |                                 | Men Under Water              | Гюнтер                                             |
| 2002 | ф   | Человек-паук                    | Spider-Man                   | капитан корабля-буксира                            |
| 2006 | кор | Вик                             | Vic                          | доктор Монро                                       |